# Créole louisianais
Ne doit pas être confondu avec Français louisianais.
Le créole louisianais (autonyme : Kréyol La Lwiziàn[réf. nécessaire] ou : Kouri-Vini ; en anglais : Louisiana Creole) est une langue créole à base lexicale française qui est parlée en Louisiane et a de nombreuses ressemblances avec d'autres créoles à base lexicale française des Caraïbes, comme le créole haïtien et surtout le créole guyanais.
Comme le créole antillais, le créole louisianais est parlé essentiellement par la communauté noire et tient une grande partie de son lexique du français populaire véhiculaire de l’époque coloniale (comme le créole antillais), qui était la langue maternelle des planteurs et était très répandu en Nouvelle-Orléans. L’usage du créole louisianais est aujourd'hui restreint essentiellement aux paroisses d'Orléans (ville de La Nouvelle-Orléans), de Saint-Bernard, de Saint-Tammany, de Saint-Charles, de Saint-Jean-Baptiste, de Jefferson, de Bâton-Rouge-Ouest, de la Pointe Coupée, des Avoyelles, de Sainte-Marie, de l'Ibérie, de l'Assomption et de Saint-Landry.
Le créole, à la suite de la fusion des communautés francophones, a exercé une certaine influence sur le français louisianais, dialecte du français qui a une grammaire proche du français standard et dérive presque uniquement du français acadien tel qu’il était parlé dans la colonie française d’Acadie (les provinces maritimes du Canada et le Maine, aux États-Unis).
Cependant, le créole louisianais applique un lexique d'origine française à un système grammatical et a une syntaxe très différente de la grammaire et de la syntaxe du français.
En 2023, on estime que moins de 10 000 personnes parlent créoles louisianais.

## Dénominations
Le créole louisianais se dénomme lui-même kouri-vini ou Kréyol La Lwiziàn. En anglais, on le nomme également Gombo French ou, péjorativement, courimavini. Du fait de son origine noire, on parle aussi de français nèg’ ou nèg’.

## Géographie

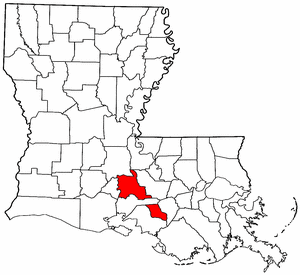
Paroisse Saint-Martin.

La plupart des Créoles vivent dans le sud ou le sud-ouest de la Louisiane. Ils sont nombreux aussi à Natchitoches sur la rivière aux Cannes et, dans une moindre mesure, dans le sud-est du Texas (Houston, Port Arthur, Galveston) et à Chicago. En Californie, les créolophones dépasseraient en nombre même celui de la Louisiane et vivent surtout à Los Angeles, San Diego et San Bernardino et dans le nord de l'État (San Francisco, Sacramento, comté de Plumas, comté de Tehama, comté de Mono, comté de Yuba).
La paroisse de Saint-Martin forme le cœur de la région créole. D'autres communautés existent autour du bayou Teche (paroisse de Saint-Landry) et les paroisses des Avoyelles, de I'Ibérie et de Sainte-Marie. Il y a de petites communautés à False River (paroisses paroisses de Terrebonne et de la Pointe Coupée) et sur le Mississippi (paroisse de l'Ascension) et dans les paroisses de Saint-Charles, de Saint-Jacques et de Saint-Jean-Baptiste (Klingler; Marshall; Valdman).

## Contexte socio-culturel de la créolité en Louisiane
L'expression « Créole louisianais » fait habituellement référence aux populations créoles de Louisiane aux États-Unis et à ce qui y est associé. En Louisiane, l'identité créole peut tromper puisqu'elle n'a rien à voir avec la langue créole.
Pendant les colonisations françaises et espagnole de la Louisiane, l'usage de l'adjectif « créole » était réservée aux gouvernements coloniaux. On utilisait le nom « créole » pour toute personne, produit ou animal né dans la colonie. L'esclave créole valait nettement mieux que l'Africain puisqu'il parlait déjà une langue compréhensible aux Français (donc le français ou le créole louisianais) et était moins réceptif aux maladies dues au climat de la colonie.
La vente de la colonie française de Louisiane en 1803 provoqua une division culturelle entre les francophones de la colonie et les anglophones venus administrer le nouveau territoire. Le premier gouverneur du territoire de Louisiane, William C. C. Claiborne, un Américain né dans le Tennessee, avait comme but principal d'assimiler la colonie francophone de Louisiane et allait donc rapidement entrer en opposition avec l'ancienne classe dirigeante francophone. La première étude du créole est rapportée par Charles César Robin dans son ouvrage Voyages dans l’intérieur de la Louisiane (Paris, Buisson, 3 vol.).
Ce fut alors que les anciens habitants de la Louisiane commencèrent à s'identifier en tant que Créoles pour se distinguer des anglophones. En Nouvelle-Orléans, la rue du Canal allait marquer la frontière linguistique entre les quartiers de langues française/créole et anglaise, d'où le nom du célèbre carré français de La Nouvelle-Orléans, où vivaient les francophones de la ville.
Lorsque les États-Unis planifiaient d'abolir l'esclavage dans les territoires américains, les mulâtres libres de la Louisiane se rangèrent du côté des États confédérés, esclavagistes. Sous les administrations française et espagnole de la Louisiane, la loi coloniale reconnaissait trois rangs de la société louisianaise (Blancs, « gens de couleur libres » et esclaves), ce qui n'existait pas en Nouvelle-Angleterre.
Cette particularité permit l'émergence d'une nouvelle identité dans la colonie, celle des gens de couleur libres. Lorsque les États-Unis gagnèrent la guerre de Sécession, l'homme de couleur libre crut son identité menacée par la suppression de l'esclavage, qui le plaçait dans la même catégorie que les anciens esclaves. Comme avaient fait les Blancs quelque 40 ans plus tôt, les anciens hommes de couleur libres revendiquèrent l'appartenance au groupe des Créoles pour faire la distinction avec l'ancien esclave.
Quant aux esclaves francophones, ils ont cherché à se constituer une identité catholique et créolophone, mais cette distinction s'est estompée dans les années 1960, avec le Mouvement américain des droits civiques et la Marche des fiertés noires, lorsque les Noirs devaient alors choisir entre une identité créole et l'assimilation à la communauté des Noirs anglophones, beaucoup plus influente.
Au début du XXIe siècle, le créole louisianais est en voie de disparition, aucun mouvement linguistique officiel n'ayant été créé pour le préserver.
Néanmoins, l'identité créole est à nouveau revalorisée en raison d'un nouvel engouement pour le français louisianais, qui est encouragé par le gouvernement louisianais.

## Grammaire
En général, la grammaire du créole louisianais est très proche de celle du créole haïtien. Les articles définis en créole louisianais sont « a » et « la » pour le singulier et « yè » pour le pluriel. Contrairement au français, le créole louisianais place ses articles définis après le nom. Comme il n'y a pas de genre pour les noms, les articles du créole louisianais ne varient que sur critère phonétique, « a » étant placé après les mots finissant par une voyelle et « la » après ceux finissant par une consonne.
Un autre aspect du créole louisianais qui est différent au français est la conjugaison. Les verbes du créole louisianais ne varient selon ni la personne ni le nombre et ni le temps. Les temps sont marqués par un jeu de particules ou simplement par le contexte.

## Vocabulaire
Le vocabulaire du créole louisianais est issu de mots d'origine française, afro-caribéenne, amérindienne et espagnol. De nombreux mots relatifs aux plantes, à la topographie et à la faune sont d'origine amérindienne, en particulier du chacta. Le créole louisianais possède des vestiges des langues ouest- et centre-africaines (bambara, wolof, kongo la pratique du vaudou.

### Numéros
Les numéros français sont inclus pour comparaison.
| Nombre | Créole louisianais | Français |
| ------ | ------------------ | -------- |
| 1      | un                 | un       |
| 2      | dé                 | deux     |
| 3      | trò, trwah         | trois    |
| 4      | kat                | quatre   |
| 5      | senk               | cinq     |
| 6      | sis                | six      |
| 7      | sèt                | sept     |
| 8      | wit                | huit     |
| 9      | nèf                | neuf     |
| 10     | dis                | dix      |

### Pronoms personnels
| Anglais          | Créole louisianais              | Français |
| ---------------- | ------------------------------- | -------- |
| I                | mo                              | je       |
| you (informal)   | to                              | tu       |
| you (formal)     | vou                             | vous     |
| he               | li, ça                          | il       |
| she              | li, ça                          | elle     |
| we               | nou, nou-zòt (nous-autres)      | nous     |
| you (plural)     | vou, zòt, vou-zòt (vous-autres) | vous     |
| they (masculine) | yé                              | ils      |
| they (feminine)  | yé                              | elles    |

### Formules usuelles
| Anglais                | Créole louisianais | Français                                                  |
| ---------------------- | ------------------ | --------------------------------------------------------- |
| Hello. / Good morning. | Bonjou.            | Bonjour.                                                  |
| How are things?        | Konmen lé-z'affè?  | Comment vont les affaires ?                               |
| How are you doing?     | Konmen to yê?      | Comment allez-vous ? / Comment vas-tu ? / Comment ça va ? |
| I'm good, thanks.      | Çé bon, mèsi.      | Ça va bien, merci.                                        |
| See you later.         | Wa (twa) pli tar.  | Je te vois (vois-toi) plus tard. (À plus tard.)           |
| I love you.            | Mo laimm twa.      | Je t'aime.                                                |
| Take care.             | Swinn-twa.         | Soigne-toi. (Prends soin de toi.)                         |
| Good evening.          | Bonswa.            | Bonsoir.                                                  |
| Good night.            | Bonswa. / Bonnwí.  | Bonne nuit.                                               |

### Expressions populaires du créole louisianais
Les expressions suivantes sont issus du livre de Lafcadio Hearn :
- « Bon-temps fait crapaud manqué bounda » (Le bon temps fait manquer de derrière au crapaud).
- « Bouki fait gombo, lapin mangé li » (Le bouc fait le gombo, le lapin le mange).
- « Ça va rivé dans semaine quatte zeudis » (Cela va arriver dans la semaine de quatre jeudis).
- « Capon[4] vive longtemps » (Le capon vit longtemps).
- « Chatte brilé pair di feu » (Le chat brûlé a peur du feu).
- « Chien jappô li pas morde » (Le chien qui jappe ne mord pas).
- « Cila qui rit vendredi va pleuré dimanche » (Celui qui rit le vendredi va pleurer le dimanche).
- « Cochon conné sir qui bois l'apé frotté » (Le cochon sait bien sur quel arbre [bois] il va se frotter).
- « Compé Torti va doucement ; mais li rivé coté bite pendant Compé Chivreil apé dormi » (Compère Tortue va doucement ; mais il arrive au but pendant que Compère Chevreuil dort).
- « Coupé zoré milet fait pas choual » (Couper les oreilles du mulet, n'en fait pas un cheval).
- « Craché nen laire, li va tombé enhaut vou nez » (Crachez dans l'air, il vous en tombera sur le nez).
- « Di moin qui vous laimein, ma di vous qui vous yé » (Dites moi qui vous aimez, et je vous dirai qui vous êtes).
- « Dolo toujou couri larivière » (L'eau va toujours à la rivière).
- « Faut jamais porté déil avant défint dans cerkeil » (Il ne faut jamais porter le deuil avant que le défunt ne soit dans le cercueil).
- « Faut pas marré tayau[5] avec saucisse » (Il ne faut pas attacher le chien qui (taïaut) avec des saucisses).
- « Jamais di : Fontaine, mo va jamais boi to dolo » (Ne dis jamais : Fontaine, je ne boirai jamais de ton eau).
- « Lagniappe[6] c'est bitin qui bon » (Lagniappe c'est du bon butin).
- « Laguerre vertie pa tchué beaucoup soldats » (La guerre avertie ne tue pas beaucoup de soldats).
- « Lamisère à deux, Misère et Compagnie » (La misère à deux, c'est Misère et Compagnie).
- « Laplie tombé, ouaouaron chanté » (Quand la pluie tombe, les grenouilles chantent).
- « La-tché chatte poussé avec temps » (La queue du chat pousse avec le temps).
- « Macaque dit si so croupion plimé cas pas gàdé lezôt » (Le macaque dit que si son croupion est plumé, ça ne regarde pas les autres).
- « Maringouin perdi so temps quand li piqué caïman » (Le moustique perd son temps quand il pique le caïman).
- « Merci pas coûté arien » (« Merci » ne coûte rien).
- « Mette milâte enhaut choual, li va dî négresse pas so maman » (Mettez un mulâtre [en haut] sur un cheval—il [va dire] dira qu'une négresse n'est pas sa maman).
- « Mo bien comra mo yé, parole rare » (Je me trouve bien comme je suis, ce sont des paroles rares).
- « Mo va pas pre ré vous bâton pou cassé mo latête » (Je ne vais pas vous prêter un bâton pour me casser la tête).
- « Où y'en a charogne, y'en a carencro » (Où il y a de la charogne, il y a des vautours).
- « Piti à piti, zozo fait son nid » (Petit à petit, l'oiseau fait son nid).
- « Pranne garde vaut mlè passé mandé pardon » (Prendre garde vaut mieux que demander pardon).
- « Quand bois tombé, cabri monté » (Quand l'arbre tombe, le cabri monte).
- « Quand boyaux grogné, bel 'évite pas fait yé pé » (Quand les boyaux grognent, un bel habit ne leur fait pas se taire ; lit., ne leur fait pas paix).
- « Quand li gagnin kichose dans so latête, ce pas dans so lapiè » (Quand il a quelque chose dans la tête, ce n'est pas dans son pied).
- « Quand maite chanté, nègue dansé ; quand 'conome sifflé, nègue sauté » (Quand le maître chante, le nègre danse ; quand l'économe siffle, le nègre saute).
- « Quand napas maman, tété grand-maman » (Quand on n'a pas sa mère, on tête sa grand mère).
- « Quand patate tchuite, faut mangé li » (Quand la patate est cuite, il faut la manger).
- « Ratte mangé canne, zanzoli mouri innocent » (Le rat mange la canne-[à-sucre], le lézard en meurt).
- « Si lamer té bouilli, poissons eré tchuite » (Si la mer bouillait, les poissons seraient cuits).
- « Tafia[7] toujou dîe la vérité » (Le tafia dit toujours la vérité).
- « "Tant-pis" n'a pas cabane » (« Tant-pis » n'a pas de cabane).
- « Temps present gagnin assez comme ça avec so quenne » (Le temps présent en a assez comme ça avec le sien).
- « Toutt jour c'est pas dimanche » (Tous les jours ne sont pas dimanche).
- « Tout macaque trouvé so piti joli » (Tout macaque trouve son petit joli).
- « Zaffaire ya qui sotte, chien mangé dine yo » (Les choses [qui appartiennent] aux sots, les chiens en font leur dîner).

## Littérature et musique
La littérature créole, la première littérature afro-américaine à se développer sur le territoire américain dès le XIXe siècle, est influencée par le romantisme et la lutte en faveur de l'abolition de l'esclavage. En 1845, 17 Afro-Créoles libres publient une collection de 80 poèmes, Les Cenelles, Choix de Poésies Indigènes, ouvrage considéré comme la première anthologie afro-américaine publiée aux États-Unis. Cet ouvrage a été réédité par Râegine Latortue et Gleason R. W. Adams dans les années 1970 sous le titre Les Cenelles; A Collection of Poems by Creole Writers of the Early Nineteenth Century. Robert Tallant publie un recueil de contes folkloriques nommé Gumbo Ya-Ya: Folk Tales of Louisiana et James Cowan, La Marseillaise Noire (et autres poèmes de la Nouvelle-Orléans).

### Le zarico
Le zarico, (ou zydeco) est un genre musical apparu dans les années 1930 en Louisiane, proche parent de la musique cadienne, et inclut de nombreuses influences blues et rhythm and blues (joué par des Cadiens et Créoles noirs de Louisiane). À l'origine, le zarico était uniquement chanté en français et non en créole. Puis, au fil des décennies, des créolophones, comme les frères Chénier, se sont présentés et ont rajouté un élément linguistique en créole, qui n'existait pas auparavant.
Les chanteurs du zarico se disent « Créole », bien que la majorité sont francophones et ont en grande partie des origines acadiennes et non créoles.

## Exemples de textes
« Conte Roland assite enba in pin. Kôté l’Espagne li tournin so figuire, li komansé pensé boucou kichoge : tou laterre yé li prenne comme in brave, la France si doux, nomme so famille, é Charlemagne so maite, ki té nouri li. Li pa capab’ péché krié é soupiré. Main li vé pa blié li meme, li confessé so péché, mandé bon Djé pardon ‘mo bon papa ki jamin menti, qui té ressuscité Saint Lazare et sauvé Daniel de lion layé, sauvé mo zame dé tou danzer pou péché qué dans mo la vie mo fai. So dégant drét li ofri bon Djé, saint Gabriel prenne li dans so la main enhau so bra li tchombo so latéte, so lamain yé jointe, é li mouri enfin. Bon Djé voyé so zange cherubin é saint Michel dé lamer péril avec yé saint Gabriel vini é yé porté so zame dans paradis. », Alcée Fortier, Louisiana Studies: Literature, Customs and Dialects, History and Education, Hansell et Bro., La Nouvelle Orléans, 1894 [lire en ligne].
« Le comte Roland est couché sous un pin. Vers l’Espagne il a tourné son visage. De maintes choses il lui vient souvenance : de 
tant de terres qu’il a conquises, le vaillant, de douce France, des hommes de son lignage, de Charlemagne, son seigneur, qui l’a nourri. Il en pleure et soupire, il ne peut s’en empêcher.
Mais il ne veut pas se mettre lui-même en oubli ; il bat sa coulpe et implore la merci de Dieu : « Vrai Père, qui jamais ne mentis, toi qui rappelas saint Lazare d’entre les morts, toi qui sauvas Daniel des lions, sauve mon âme de tous périls, pour les péchés que j’ai faits dans ma vie ! » Il a offert à Dieu son gant droit : saint Gabriel l’a pris de sa main. Sur son bras il a laissé retomber sa tête ; il est allé, les mains jointes, à sa fin. Dieu lui envoie son ange Chérubin et saint Michel du Péril ; avec eux y vint saint Gabriel. Ils portent l’âme du comte en paradis. » d’après le manuscrit d’Oxford, traduction par Joseph Bédier, La Chanson de Roland, Paris, L’Édition d’Art H. Piazza, 1937.
Sigal la e Froumi la :
« Sigal la té chanté tou leté,
Li té pa gen aryen,
Kann liver vini;
Pa menm en ti moso
Demouche ou en devers.
Li kouri koté Froumi, so kwasin.
Li hélé li té gen fem.
Si t'ole pret mwen en grenn
Pou viv jisk a printann.
M'apaye twa, li di,
Avan lotonn, si mo parol,
Lintere la er principal la.
Froumi la lem pa prete:
Se so sèl defo.
Sa to fè kann li tè fè cho?
Sigal la monde li.
-Tou la nwit e tou la joune
Mo tè chante, mo tè chante.
To tè chante? Mo ben consen.
Astè to ka danse, to ka danse. »
La Cigale et la Fourmi, Jean de La Fontaine :
« La cigale ayant chanté
Tout l'été,
Se trouva fort dépourvue
Quand la bise fut venue.
Pas un seul petit morceau
De mouche ou de vermisseau.
Elle alla crier famine
Chez la Fourmi sa voisine,
La priant de lui prêter
Quelque grain pour subsister
Jusqu'à la saison nouvelle.
"Je vous paierai, lui dit-elle,
Avant l'oût, foi d'animal,
Intérêt et principal. "
La Fourmi n'est pas prêteuse,
C'est là son moindre défaut.
Que faisiez-vous au temps chaud ?
Dit-elle à cette emprunteuse.
- Nuit et jour à tout venant,
Je chantais, ne vous déplaise.
- Vous chantiez ? j'en suis fort aise,
Eh bien! dansez maintenant. »

### Sources et bibliographie
- (en) Ingrid Neumann-Holzschuh et Thomas A. Klingler, « Survey chapter: Louisiana Creole », sur apics-online.info (consulté le 21 janvier 2025).
- Valdman, Albert, Thomas A. Klingler, Margaret M. Marshall, et Kevin J. Rottet (eds.). 1996. The Dictionary of Louisiana Creole, Bloomington, Indiana, University Press.
- Catharine Savage Brosman, Louisiana Creole Literature: A Historical Study, University Press of Mississippi, 2013  (ISBN 978-1617039102)
- Lafcadio Hearn, Gombo Zhebes: Little dictionary of creole proverbs, selected from six creole dialects. Translated into french and into english, with notes, complete index to subjects and briel remarks upon the creole idioms of Louisiana, New York, Will A Coleman, 1885 [lire en ligne]